# Xylopteryx albimaculata
Xylopteryx albimaculata är en fjärilsart som beskrevs av W. Warren 1902. Xylopteryx albimaculata ingår i släktet Xylopteryx och familjen mätare. Inga underarter finns listade i Catalogue of Life.